# كلوريد الروبيديوم
كلوريد الروبيديوم هو معدن قلوي هاليد صيغته RbCl. له استخدامات متنوعة، من الكيمياء الكهربائية إلى علم الأحياء الجزيئي. في مرحلة الغاز، يكون كلوريد الروبيديوم ثنائي الذرة مع طول رابطة يُقدر بنحو 2.7868 Å.